# Pachytodes cerambyciformis
Pachytodes cerambyciformis es una especie de insecto coleóptero de la familia Cerambycidae. Estos longicornios se distribuyen por el paleártico de Europa y oeste de Asia.
Miden unos 7-12 mm. Son primaverales a estivales, florícolas.